# Tito Jackson
Toriano Adaryll "Tito" Jackson (Gary, 15 de outubro de 1953 – Gallup, 15 de setembro de 2024) foi um cantor, compositor e guitarrista norte-americano, membro original do The Jackson 5.

## Biografia
Toriano Adaryll Jackson foi o terceiro dos dez filhos da Família Jackson, uma família negra de classe trabalhadora que morava em uma casa de três quartos em Gary, Indiana. Seu pai, Joseph, era um trabalhador de aço, enquanto sua mãe, Katherine, era uma Testemunha de Jeová devotada. Aos dez anos de idade, ele foi pego tocando a guitarra do seu pai que quebrou uma corda. Depois de consertar a corda, Joe exigiu que seu filho tocasse pra ele. Quando terminou, o pai de Jackson comprou-lhe sua própria guitarra. Pouco tempo depois, Joseph convenceu Tito, Jackie e Jermaine a formar um grupo de canto, ficando impressionado com os vocais de Jackie e Jermaine. Tito pode ser ouvido cantando como vocal de apoio em muitas gravações dos Jackson 5 e tendo papéis principais em gravações posteriores, como "Man Of War" e "2300 Jackson Street"

## Carreira
Após o primeiro desempenho em funções escolares e supermercados, quando os irmãos começaram a tocar em shows de talentos locais quando Jackson tinha doze anos. Até então, seu irmão mais novo Michael, com sete anos, tornou-se o vocalista principal do grupo. Em 1966, eles mudaram seu nome de The Jackson Brothers para The Jackson Five e ganharam vários shows de talentos em torno da área de Gary. Depois de vencer a competição Amateur Night pelo The Apollo Theatre em agosto de 1967, Joe Jackson começou a trabalhar a tempo parcial na usina do aço, para ajudar seus filhos a garantir um contrato de gravação. O grupo assinou com a Steeltown Records em Gary, Indiana, em novembro daquele ano. Em janeiro de 1968, o primeiro single de Jackson Five, "Big Boy", foi lançado através a gravadora Steeltown.
Em 1969, o Jackson 5 assinou com a Motown Records em Detroit e marcou várias músicas de sucesso, incluindo o número um dos singles "I Want You Back", "ABC", "The Love You Save" e "I'll Be There", foram os membros mais consistentes dos Jacksons, com Jermaine, Marlon, Michael e Randy, saindo em momentos diferentes. Após o final do Victory Tour, Tito realizou trabalhos de sessão e também como produtor de discos. Depois de liberar o 2300 Jackson Street, os Jacksons voltaram ao foco nacional depois de se reunir no especial de concertos do 30º aniversário de Michael no Madison Square Garden.

### Trabalho solo e outros projetos
Jackson começou uma carreira solo em 2003, atuando como músico de blues em vários clubes com sua banda, que incluiu o produtor e guitarrista Angelo Earl, e uma equipe de gerenciamento que incluiu Ed Tate. Em 2007, no Reino Unido, Jackson apareceu como juradi na competição de canto da BBC Just Two Two para a segunda temporada do show. Ele substituiu a cantora Lulu, que era jurada da primeira temporada. Os seus cojurados foram o treinador vocal CeCe Sammy, o músico Stewart Copeland e o DJ de rádio Trevor Nelson. Durante o mandato da série de realidade de seus irmãos, 2009 The Jacksons: A Family Dynasty, que foi produzido, divulgado e transmitido depois que seu irmão Michael Jackson morreu, ele serviu como um dos produtores executivos ao lado de seus outros irmãos. Em meados de 2012, Jackson se reuniu com os irmãos Jackie, Marlon e Jermaine para uma turnê. Por mais de 50 anos, Jacksons, a família de Pop Music, tinha marcado hits e, em 2016, Tito Jackson se juntou a seus irmãos e irmãs e marcou seu primeiro hit solo nas paradas da Billboard com o single "Get It Baby", com Big Daddy Kane, de seu álbum Tito Time, tornando-se o nono e último irmão da familia Jackson para colocar um single solo nas paradas. O álbum Tito Time foi lançado no Japão no final de 2016 e uma versão global era esperada em 2017. Tito Time foi lançado nos EUA no iTunes em abril de 2017. Desde o lançamento, três singles foram lançados para rádio nos EUA. O primeiro single, "When Magic Happens" com Jocelyn Brown, foi lançado no dia 1 de abril. Tito lançou o álbum para o mercado do Reino Unido em setembro de 2017, depois de uma festa de lançamento do Reino Unido. Tito passou duas semanas no Reino Unido promovendo o lançamento de álbuns, incluindo aparições em todas as principais estações de rádio.

## Vida pessoal
Jackson casou-se com Delores "Dee Dee" Martes em junho de 1972 aos 18 anos, e mais tarde se divorciou em 1988. Em 1994, Martes foi encontrada morta flutuando em uma piscina. A morte foi originalmente considerada acidental; no entanto, um empresário de Los Angeles, Donald Bohana, foi posteriormente encarregado de assassiná-la e, posteriormente, foi culpado de assassinato em segundo grau em 1998. Condenado à prisão perpétua, Bohana obteve liberdade condicional em dezembro de 2022, após cumprir 24 anos.
O casal teve três filhos, que compõem o grupo musical 3T:
- Toriano Adaryll Jackson, Jr. ("Taj") (nascido em 4 de agosto de 1973)
- Taryll Adren Jackson (nascido em 8 de agosto de 1975)
- Tito Joe Jackson ("TJ") (nascido em 16 de julho de 1978)

Jackson também teve sete netos; quatro através de TJ, dois de Taryll (Bryce e Adren) e uma de Taj (Taylor Aurora).

### Morte
Em 15 de setembro de 2024, Jackson sofreu um ataque cardíaco e morreu aos 70 anos em Gallup, Novo México. Jackson estava em uma viagem com seu parceiro de negócios Terry Harvey para transportar os carros antigos de Jackson da Califórnia para sua nova residência em Claremore, Oklahoma, quando ele começou a suar e reclamar de dores no peito. A polícia de Gallup afirmou que foi alertada sobre a necessidade de atenção médica de Jackson perto de um shopping antes de ser levado de ambulância para um hospital local, onde foi declarado morto.

## Árvore genealógica da família Jackson
Árvore genealógica dos irmãos, pais e avós de Michael Jackson. Por simplificação, não estão incluídos filhos e sobrinhos:
|        |        |        |        |        |        |  |  |        |        |        |        | Samuel Jackson | Samuel Jackson | Samuel Jackson | Samuel Jackson | Samuel Jackson | Samuel Jackson |        |        |        |        |        |        | Crystal Lee King | Crystal Lee King | Crystal Lee King | Crystal Lee King | Crystal Lee King | Crystal Lee King |  |  | Prince Albert Screws | Prince Albert Screws | Prince Albert Screws | Prince Albert Screws | Prince Albert Screws | Prince Albert Screws |           |           |           |           |        |        | Martha Upshaw | Martha Upshaw | Martha Upshaw | Martha Upshaw | Martha Upshaw | Martha Upshaw |         |         |         |         |  |  |       |       |       |       |       |       |  |  |       |       |       |       |       |       |  |  |
|        |        |        |        |        |        |  |  |        |        |        |        | Samuel Jackson | Samuel Jackson | Samuel Jackson | Samuel Jackson | Samuel Jackson | Samuel Jackson |        |        |        |        |        |        | Crystal Lee King | Crystal Lee King | Crystal Lee King | Crystal Lee King | Crystal Lee King | Crystal Lee King |  |  | Prince Albert Screws | Prince Albert Screws | Prince Albert Screws | Prince Albert Screws | Prince Albert Screws | Prince Albert Screws |           |           |           |           |        |        | Martha Upshaw | Martha Upshaw | Martha Upshaw | Martha Upshaw | Martha Upshaw | Martha Upshaw |         |         |         |         |  |  |       |       |       |       |       |       |  |  |       |       |       |       |       |       |  |  |
|        |        |        |        |        |        |  |  |        |        |        |        |                |                |                |                |                |                |        |        |        |        |        |        |                  |                  |                  |                  |                  |                  |  |  |                      |                      |                      |                      |                      |                      |           |           |           |           |        |        |               |               |               |               |               |               |         |         |         |         |  |  |       |       |       |       |       |       |  |  |       |       |       |       |       |       |  |  |
|        |        |        |        |        |        |  |  |        |        |        |        |                |                |                |                |                |                | Joseph | Joseph | Joseph | Joseph | Joseph | Joseph |                  |                  |                  |                  |                  |                  |  |  |                      |                      |                      |                      | Katherine            | Katherine            | Katherine | Katherine | Katherine | Katherine |        |        |               |               |               |               |               |               |         |         |         |         |  |  |       |       |       |       |       |       |  |  |       |       |       |       |       |       |  |  |
|        |        |        |        |        |        |  |  |        |        |        |        |                |                |                |                |                |                | Joseph | Joseph | Joseph | Joseph | Joseph | Joseph |                  |                  |                  |                  |                  |                  |  |  |                      |                      |                      |                      | Katherine            | Katherine            | Katherine | Katherine | Katherine | Katherine |        |        |               |               |               |               |               |               |         |         |         |         |  |  |       |       |       |       |       |       |  |  |       |       |       |       |       |       |  |  |
|        |        |        |        |        |        |  |  |        |        |        |        |                |                |                |                |                |                |        |        |        |        |        |        |                  |                  |                  |                  |                  |                  |  |  |                      |                      |                      |                      |                      |                      |           |           |           |           |        |        |               |               |               |               |               |               |         |         |         |         |  |  |       |       |       |       |       |       |  |  |       |       |       |       |       |       |  |  |
|        |        |        |        |        |        |  |  |        |        |        |        |                |                |                |                |                |                |        |        |        |        |        |        |                  |                  |                  |                  |                  |                  |  |  |                      |                      |                      |                      |                      |                      |           |           |           |           |        |        |               |               |               |               |               |               |         |         |         |         |  |  |       |       |       |       |       |       |  |  |       |       |       |       |       |       |  |  |
|        |        |        |        |        |        |  |  |        |        |        |        |                |                |                |                |                |                |        |        |        |        |        |        |                  |                  |                  |                  |                  |                  |  |  |                      |                      |                      |                      |                      |                      |           |           |           |           |        |        |               |               |               |               |               |               |         |         |         |         |  |  |       |       |       |       |       |       |  |  |       |       |       |       |       |       |  |  |
| Rebbie | Rebbie | Rebbie | Rebbie | Rebbie | Rebbie |  |  | Jackie | Jackie | Jackie | Jackie | Jackie         | Jackie         |                |                | Tito           | Tito           | Tito   | Tito   | Tito   | Tito   |        |        | Jermaine         | Jermaine         | Jermaine         | Jermaine         | Jermaine         | Jermaine         |  |  | LaToya               | LaToya               | LaToya               | LaToya               | LaToya               | LaToya               |           |           | Marlon    | Marlon    | Marlon | Marlon | Marlon        | Marlon        |               |               | Michael       | Michael       | Michael | Michael | Michael | Michael |  |  | Randy | Randy | Randy | Randy | Randy | Randy |  |  | Janet | Janet | Janet | Janet | Janet | Janet |  |  |